# Salomejów
Salomejów – część wsi Zakurowie w Polsce, położona w województwie łódzkim, w powiecie bełchatowskim, w gminie Rusiec. Salomejów wchodzi w skład sołectwa Zakurowie.
W latach 1975–1998 Salomejów położony był w województwie sieradzkim.